# Религия в Йошкар-Оле

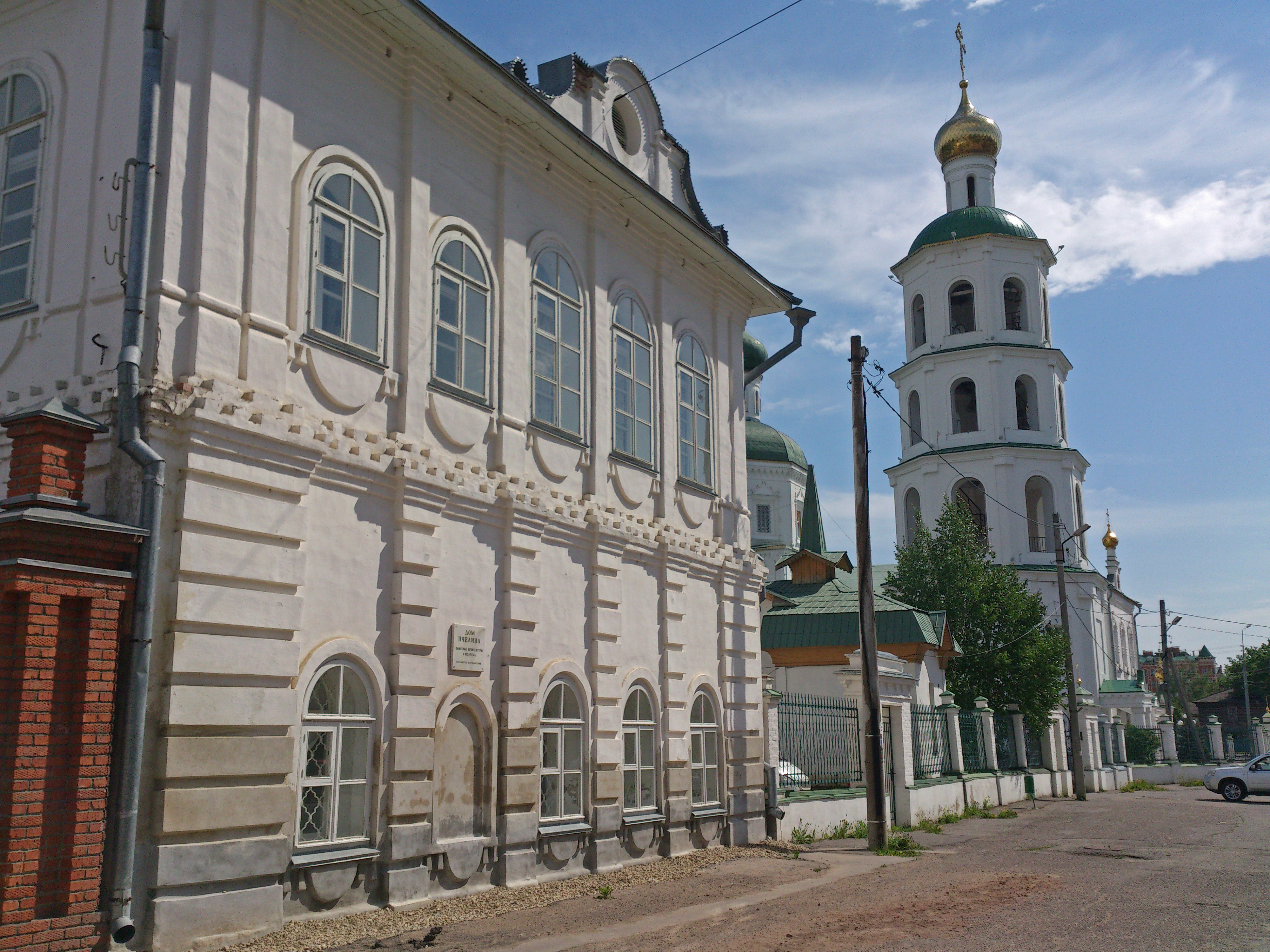
Дом купца Пчелина, в котором располагается Епархиальное управление.

Состав населения Йошкар-Олы по вероисповеданию и конфессиональной принадлежности представлен православными, мусульманами и язычниками. Часть населения Йошкар-Олы — атеисты.
В городе находится Йошкар-Олинская епархия.
16 марта 1999 года Указом Верховного муфтия, Председателя Центрального духовного управления мусульман России Талгата Таджуддина создано Региональное духовное управление мусульман Республики Марий Эл. В августе этого же года открыта Соборная мечеть Йошкар-Олы.
В городе присутствуют последователи марийской традиционной религии, которая основывается на вере в силы природы, которую человек должен почитать и уважать.
В городе действует церковь Святого Креста Евангелическо-лютеранской церкви Ингрии.

## Православные храмы Йошкар-Олы

### Из истории

#### От основания города до революции
Датой основания города считается 1584 год, когда он впервые был упомянут в летописях. Возник деревянный город-крепость на берегу реки среди лесов и стали называть его Царёв город на Малой Кокшаге, Царевококшайск.
В русских городах церковь появлялась одновременно с их основанием. Интерес представляет документ, относящийся, правда, к Чебоксарам. Назначенный в 1555 году архиепископом Казани Гурий по пути должен был освятить новый город на реке Чебоксарке. С воеводами он выбрал место для Соборной церкви, где временно была поставлена палатка, полотняная церковь. В ней Гурий отслужил первую литургию, затем очертил территорию, где «граду быти», произнес поучение будущим жителям и властям города, благословил иконой Богоматери и обошёл с крестом и песнопением будущие городские стены. Можно полагать, что закладка города на Кокшаге происходила примерно так же. Он с самого начала представлял собой православный город. В числе его основателей был и священник. С предводителем военного отряда он определил место для будущей церкви. Им стал участок земли на правом возвышенном берегу реки, где и была заложена Соборная церковь.
К 1646 году в Царевококшайске действовали Соборная (Воскресенская), Приходная (Троицкая) и в Новокрещенской слободе Рождественская церкви. Они играли определённую роль в общественно-политической, культурно-миротворческой жизни Царевококшайска и Царевококшайского уезда, в распространении грамотности среди посадского населения. В 1690 году во время пожара в Царевококшайске деревянные постройки, в том числе церкви, сгорели.
В начале XVIII века в городе не было школ, но многие посадские люди знали грамоту, о чём в первую очередь говорят «рукоприкладства», которыми сопровождались показания горожан в ходе переписей. В 1720 году работали четыре церкви и службу несли 39 человек. В Царевококшайске широкое храмовое строительство началось в 1730-е годы (Троицкая церковь, 1736), но большинство городских церквей (Воскресенский собор, Входоиерусалимская и Вознесенская церкви) были построены в 1750-е годы в период царствования императрицы Елизаветы Петровны. В Козьмодемьянске первые каменные церкви Троицкая и Богоявленская были воздвигнуты в 1733 и 1734 годах. В основанных ещё в XVII веке монастырях возводились также каменные храмы. Первыми из них стали Спасский собор Спасо-Юнгинского монастыря (1704—1707 годы) и церковь во имя жён мироносиц Ежово-Мироносицкой пустыни (около 1719 года). Одним из первых каменных сельских приходских храмов стала Владимирская церковь в селе Владимирское близ Козьмодемьянска (1713 год). В луговой стороне края первой из камня была построена Спасская церковь в селе Цибикнур, построенная в 1765 году на деньги царевококшайского купца Ивана Андреевича Пчелина.
XIX век для Марийского края стал «золотым веком» храмового строительства. Более трети из сооружённых в это время храмов приходится на период с 1811 по 1829 годы. Тогда были построены церкви сёл Сотнур, Великополье, Покровское, Ронга, Кукнур, Верх-Ушнур, Семеновка, Новый Торъял, Морки, Кожважи, Пектубаево, Токтайбеляк, Еласы, Арда, Арино, Коротни (Ахмылово), Пайгусово. Главная причина строительства храмов — общий подъём русской национальной культуры, особенно после триумфальной победы России над Наполеоном в Отечественной войне 1812 года. Многие храмы закладывались всенародно как памятники победы и строились в традициях позднего классицизма — стиля, наиболее ярко отражавшего мемориальный характер церковного сооружения.
Следующий этап приходится на 1760—1780-е годы, когда была построена почти половина из 60 храмов. Среди них церкви сёл Новые Параты, Азаново, Русские Шои, Звенигово, Помары, Оршанка, Емелево, Кузнецово (близ Царевококшайска), Кузнецово (близ Козьмодемьянска), Шулка, Хлебниково, Марисола, Косолапово, Илеть, Орша, Нежнур, Юрино, Троицкий Посад и других. Этот этап строительства был связан с новым периодом в жизни страны — общественным подъёмом, вызванным реформами Александра II.
В 1900—1910-е годы строились деревянные и каменные церкви в тех сёлах края, где они ещё не были воздвигнуты, или взамен обветшавших деревянных. Лишь Первая мировая война несколько приостановила этот процесс. А затем пришла революция с её потрясениями и разрушением православного уклада жизни.

#### Чудотворные иконы
История утверждения православия на марийской земле неразрывно связана с обретением икон. В 1647 году образ Пресвятой Богородицы со святыми жёнами-мироносицами (икона Мироносицкая или Царевококшайская) положил начало основанию Мироносицкой пустыни в Царевококшайском уезде. Эта икона стала общерусской православной святыней, небесной покровительницей Марийского края. Святой образ притягивал к себе богомольцев из разных мест. Огромное стечение народа к чудотворному образу в Мироносицкую пустынь наблюдалось три раза в год: 1 мая — в день явления иконы; на 3-ю неделю после Пасхи — неделю прославления жен-мироносиц и 23 июня — в день Владимирской иконы Божией Матери. В монастыре собиралось свыше 3 тысяч богомольцев и паломников из Казанской и Вятской губерний.
В селе Большие Шапы Арбанской волости Царевококшайского уезда около 1740 года крещёному марийцу Аникейке был явлен на березе Нерукотворный образ Спасителя, прославившийся исцелениями больных. На горной стороне края чудотворениями особенно прославилась Владимирская икона Божией Матери — храмовая икона Владимирской церкви из села Владимирское — список с чудотворной Владимирской иконы, принесенный служилыми людьми из Москвы в XVI веке.
В Козьмодемьянском Троицком женском монастыре своими чудотворениями славилась икона Божией Матери Скоропослушницы. Она была получена из Афонского Дохиарского монастыря в благословение вновь открываемой женской обители. Как сообщалось в «Известиях по Казанской епархии», бесчисленные чудеса были явлены от этого образа: слепым она даровала прозрение, хромым — хождение, расслабленных — утвердила. Икона находилась в Троицком соборе монастыря в богато украшенной резной сени.
В 1920-е годы появилась Смоленская Седмиозерная икона Божией Матери. В XVII веке она принадлежала благочестивому иноку Евфимию, жившему в келье в 17 верстах от Казани на семи озёрах. В дальнейшем здесь была основана Казанская Богородицкая Седмиозерная пустынь, где икона хранилась как одна из главных святынь Казанской губернии. Икона известна многими исцелениями, особенно прекращением моровой язвы в Казани. Ежегодно икону крестным ходом приносили в Казань. После закрытия монастыря советскими властями верующие привезли в Петъялы один из чудотворных списков Седмиозерной иконы Божией Матери, находящийся там и поныне.
Очень частым явлением в Казанской губернии, куда входила большая часть территории Марийского края до 1917 года, стали хождения с иконами — крестные ходы. Мироносицкая икона ежегодно приносилась в Царевококшайск, в ближайшие селения. В городе икону носили по храмам, совершали обход вокруг города, крестный ход на реку Малую Кокшагу для водоосвящения. Прихожане принимали её в свои дома, служили молебны.
С 1667 года казанский митрополит Иоасаф по желанию населения городов Чебоксар, Цивильска, Козьмодемьянска установил крестный ход с Мироносицкой иконой в эти города, где святыня оставалась до Великого поста, а потом возвращалась в свою обитель.
Владимирская икона Божией Матери из села Владимирское ежегодно приносилась в Козьмодемьянск, село Ахмылово (Коротни), приходскую деревню Рутка с 8 по 22 июня, а в приходы сёл Арда, Отары, Юксары на второй неделе Великого поста. Крестный ход был официально установлен в 1719 году, но начался он ещё с середины XVII века в связи с моровой язвой в Козьмодемьянске в 1654 году.
Хождение со Смоленской Седмиозерной иконой Божией Матери совершалось по городам и селениям Казанской губернии с 29 июня по 10 июля ежегодно. Икону Божией Матери Скоропослушницы из Козьмодемьянского женского монастыря сначала крестным ходом носили по Козьмодемьянску, а затем по городам и селениям Казанской губернии весной и осенью. Икону Божией Матери «Страстная» из Троицкой приходской церкви Козьмодемьянска отправляли ежегодно крестным ходом в село Палец Нижегородской губернии. Крестный ход по Козьмодемьянскому уезду совершали также с иконой святого великомученика Пантелеимона из Михаило-Архангельского мужского черемисского монастыря.
В храмах и монастырях края имелось много местночтимых икон, привлекавших всеобщее внимание. В Воскресенском соборе Царевококшайска особо почитался образ Спасителя — икона в сребропозлащенной ризе, принесенная по преданию стрельцами из Москвы при основании города-крепости на реке Малая Кокшага. Икону носили крестным ходом по дворам горожан, на реку Малую Кокшагу для водоосвящения, по улицам города. В Троицкой церкви Царевококшайска богомольцев привлекало резное изображение Христа (сейчас находится в церкви Рождества Богородицы села Семёновка). В Вознесенском храме чтилось прихожанами резное на камне изображение Николая Чудотворца и Георгия Победоносца. В селе Русский Кадам в деревянной Сретенской церкви имелась найденная в поле икона с изображением великомученика Дмитрия Солунского, писанная на камне.
«Известия» по Казанской и Вятской епархиям сообщали о наличии при храмах библиотек с раритетными изданиями. Так, в Старо-Торъяльской Казанско-Богородицкой деревянной церкви хранились в середине XIX века древние книги: Четьи-Минеи издания 1696 года, Великий Катехизис (Псков, 1776), Евангелие 1768 года и другие. В Черемисском Туреке в Казанском храме имелись копии и подлинные указы епархиального начальства с 1757 года, напрестольное Евангелие 1760 года, месячные минеи за май и август 1693 года. При храмах действовали церковно-приходские и начальные школы.

#### Храмы в советский период
Октябрьская революция 1917 года изменила строй России. Церковь была отделена от государства, объявлена контрреволюционной силой. В 1920-е годы большевики организовали «Союз воинствующих безбожников», члены которого начали кампанию по разрушению храмов и монастырей. В 1922 году началось изъятие церковных ценностей якобы в пользу голодающих, но значительная часть полученных средств пошла на другие цели. Церковь готова была помочь и помогала голодающим, однако власти представили дело так, будто духовенство скрывает деньги народа, поэтому изъятие церковных ценностей приобрело характер грубых реквизиций, распродажи национальных религиозных святынь за границу, настоящего грабежа храмов.
Надругательством над религиозными чувствами верующих стала кампания 1918—1920-х годов по «вскрытию мощей» русских святых. С середины 1920-х годов с началом индустриализации страны нехватка цветного металла во многом компенсировалась кампанией по снятию церковных колоколов. Их сбрасывали с колоколен, разбивали и отправляли для переплавки. В начале 1930-х годов официально в СССР был запрещён церковный звон. В 1920—1930-е годах массовые репрессии коснулись духовенства, служителей церкви и мирян. Только в 1990-е годы начался процесс их реабилитации.
В конце 1920-х — начале 1930-х годов прокатилась первая волна разрушения храмов. Она в основном коснулась городов. В Йошкар-Оле была взорвана монастырская Входоиерусалимская церковь, началось разрушение Троицкой церкви. Под разными предлогами расторгались ранее заключенные договоры исполнительных органов с религиозными общинами о передаче им культовых зданий.
Вторая волна разрушений храмов пришлась на конец 1930-х годов. Именно в 1938—1940-х годах массовый характер носило закрытие сельских храмов. По данным на октябрь 1942 года, в районах Марийской АССР до 1917 года насчитывалось 162 православных храма. Не закрытыми оставались 9 храмов. Таким образом, более полутора сотен церквей, часовен были закрыты. Многие пустовали. Остальные переоборудованы под сельские клубы, школы, мастерские МТС, склады, кузницы, правления колхозов и чайные.
С 1943—1944 годов отношение Сталина к Православной церкви изменилось. Власти разрешили созвать архиерейский собор, который возвёл на пустовавший с 1924 года патриарший престол митрополита Сергия (Страгородского). Церковь в течение всего периода Великой Отечественной войны оставалась со своим народом. Она внесла заметный вклад в дело Победы. На её средства была сформирована и передана на фронт танковая колонна «Дмитрий Донской». Советские власти разрешили вновь регистрировать общины верующих и открывать храмы, правда, в очень ограниченном количестве. В Марийской АССР в 1944 году вновь были открыты Воскресенский собор в Йошкар-Оле, к тому времени наполовину разрушенный; Владимирская церковь в селе Владимирское Горномарийского района. В 1945—1946 годы открыли ещё несколько храмов.
Новая полоса гонений на Церковь пришлась на конец 1950-х — начало 1960-х годов, когда Н. С. Хрущёв взял курс на построение коммунизма и воспитание нового человека. Разрушение храмов повсеместно продолжалось. В 1961 году до основания был разрушен Воскресенский собор в Йошкар-Оле. Закрывали даже те церкви, которые сохранились в сталинский период.

#### Современность
Конец 1980-х — 1990-е годы стали новым этапом в жизни Русской Православной церкви, церковного возрождения. Подвижники православной веры, сплачивая вокруг себя людей, начали поднимать из руин храмы. С учреждением Йошкар-Олинской епархии в 1993 году это движение в нашем крае обрело новую силу. Епископ Йошкар-Олинский и Марийский Иоанн освящал престолы восстановленных храмов, благословлял народ на добрые дела. Уже к 1997 году в Йошкар-Олинской епархии действовало более 50 церквей, восстановлена Мироносицкая пустынь, основан Богородице-Сергиев монастырь в Килемарском районе.

### Церковь Пресвятой Троицы

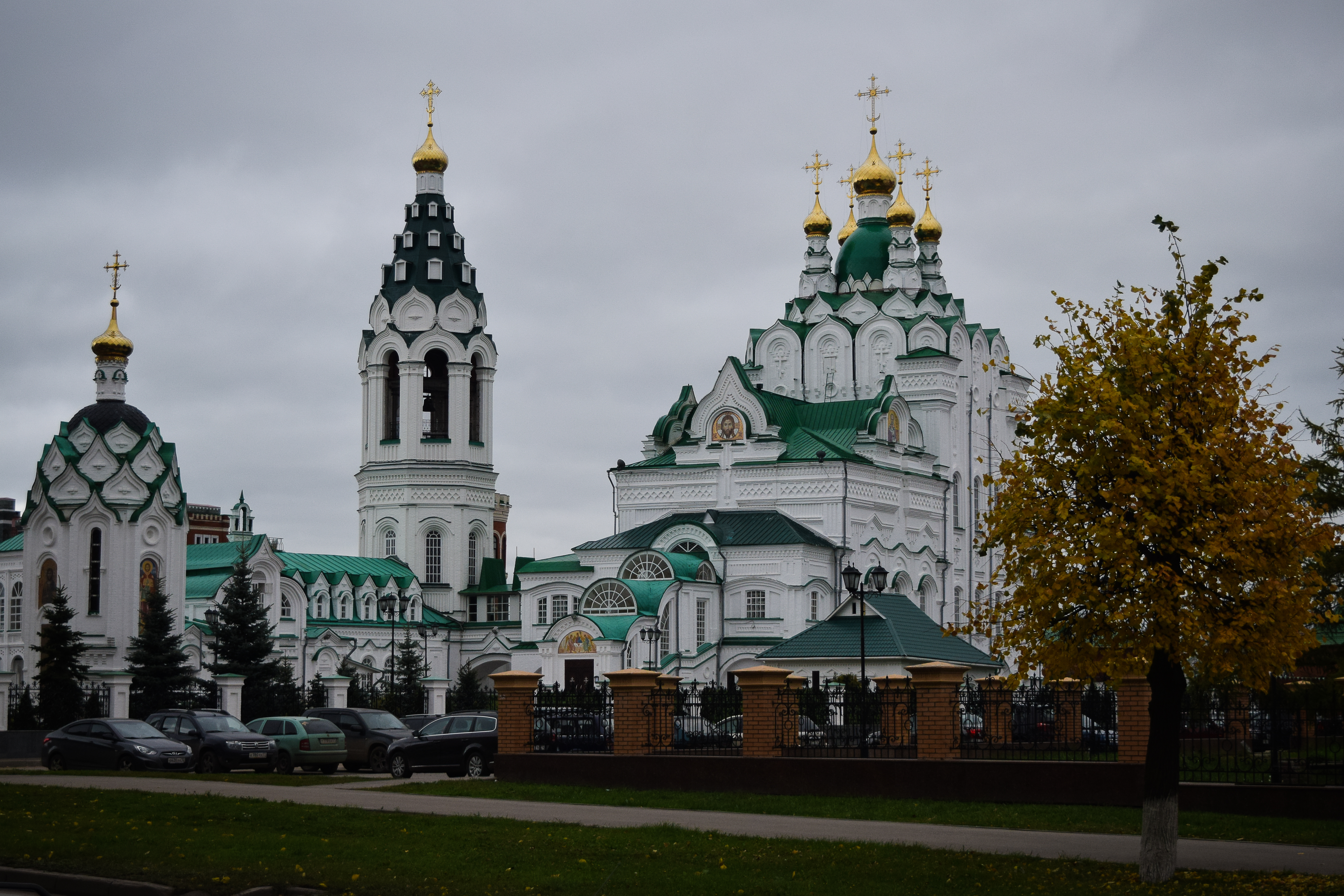
Церковь Пресвятой Троицы

Во время строительства Санкт-Петербурга указом Петра Первого было запрещено где-либо строить каменные дома: весь подходящий камень и изготавливаемый кирпич отправлялся для строительства Санкт-Петербурга. И лишь тогда, когда этот указ был отменён, города стали возводиться из камня и кирпича, и зодчие в Царевококшайске поставили каменную Троицкую церковь — это был первый каменный храм в городе.
Церковь Пресвятой Троицы построена в 1736 году на средства купца Стефана Вишнякова и крестьянина деревни Жуково Алексея Осокина. Приход церкви составляли жители деревень Жуково, Ширяйково, Сидорово, Марково, Кожино, Яметково, Никиткино, Федоскино и несколько домов в самом городе.
По своим архитектурным формам храм был типичным памятником русского зодчества XVII века. Эти формы русской православной канонической традиции XV—XVII веков сохранялись и в XVIII веке несмотря на новые архитектурные веяния. Традиционное пятиглавие луковичной формы на «глухих» барабанах, расставленное широко и свободно, венчало столь же обычное четырёхскатное покрытие, завершавшее основной куб церкви, перекрытый коробовым (общим) сводом. Такие храмы обычно имели одновременно холодную и теплую церкви. На верхнем этаже располагался главный храм во имя Св. Троицы, а на нижнем — во имя святителя Николая Чудотворца. С востока к храму примыкали алтарные полукружия-апсиды, а с запада — трапезная с крыльцом. С северной и западной сторон храм был опоясан открытой галереей-гульбищем. Через галерею-мостик у северо-западного торца церковь была связана с четырёхъярусной восьмигранной колокольней, построенной уже в духе архитектурных традиций XVIII века, но органически связанной с храмом, в том числе декором. На колокольне висело семь колоколов разного веса — от 281 до 1 пуда. Плоскость стен храма оживляли затейливой формы наличники с висячими гирьками, декоративные закомары по карнизу основного куба храма, поясок поребрика.
В верхнем храме имелся деревянный четырёхъярусный иконостас, окрашенный белой краской и украшенный золочённой резьбой с 8 деревянными колокольчиками. 64 иконы иконостаса размещались в тонких серебряных, медно-серебряных и медно-золоченых с серебряными венцами ризах. Имелись иконы без риз. В нижнем храме иконостас был двухъярусным. Выделялись иконы Вседержителя, Печерской Божией Матери, Николая Чудотворца. В трапезной верхнего этажа имелись хоругви, образ Божией Матери Троеручицы, а в алтаре — выносной крест и иконы в дорогих ризах — Казанская и другие.

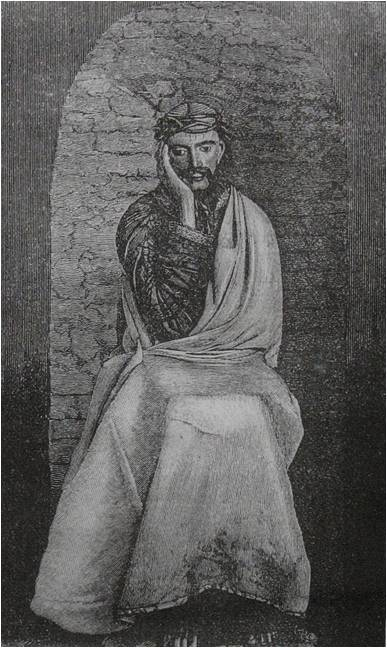
Резная статуя Христа

В Троицкой церкви были интересны две особенности. Это, во-первых, два массивных деревянных креста. Кресты эти сделаны из толстых бревен и установлены в полу церкви. Со стороны входа на них нарисовано распятие, перед которым висит большая лампада. Другая особенность Троицкой церкви — это резной деревянный образ Иисуса Христа, сидящего в темнице в терновом венце. В силу своей величины этот образ не выносили из храма во время крестных ходов, но марийское население испытывало к нему особое благоговение, приезжая издалека и заказывая молебны с водоосвящением. Сейчас этот образ находится в Семёновской церкви.
При храме была церковная библиотека, состоявшая в 1915 году из 420 томов.
После революции и гражданской войны для храма и прихода настали трудные времена. В 1920-е годы отношения между общиной верующих и городскими властями складывались на договорной основе, но уже в 1932 году комиссия при Мароблисполкоме «нашла некие нарушения» договора со стороны общины. Договор 1922 года с общиной был расторгнут, решено здание передать под музей. Церковь была закрыта, культовое имущество распределено по другим храмам, частично пополнило музейные фонды. Храм долгое время пустовал, а летом 1939 года был разобран до первого этажа.
С 1995 года производится реконструкция храма, но в совершенно иных, не свойственных древнему храму, архитектурных формах. До наших дней сохранилось здание постройки 1749 года, стоявшее возле неё. Это дом, в котором была Новокрещенская школа — самая первая школа Царевокошайска.

### Собор Вознесения Господня

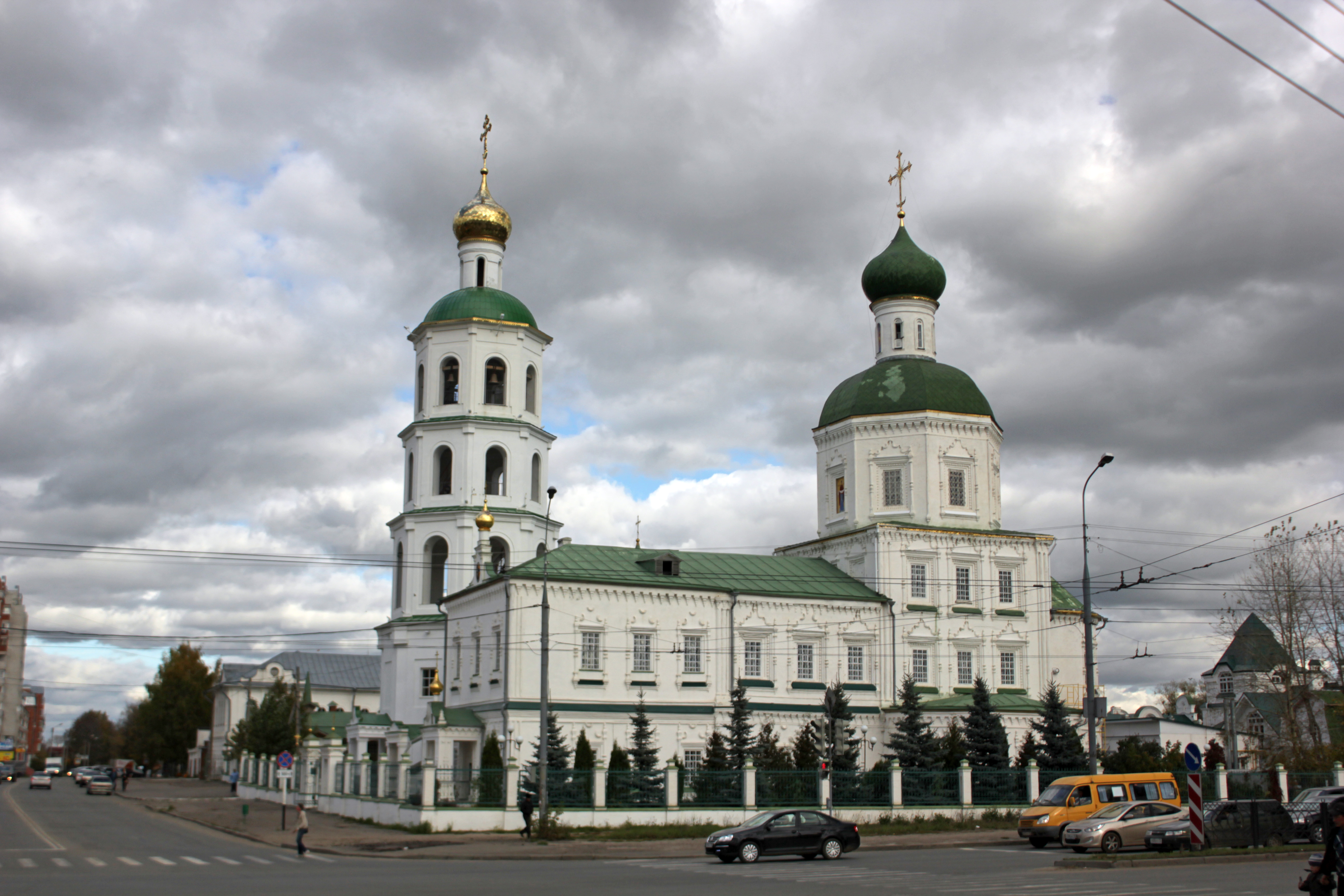
Собор Вознесения Господня

Второй каменной церковью Царевококшайска был Собор Вознесения Господня или Вознесенская церковь, как её чаще называют. Построена она в 1756 году во времена императрицы Елизаветы Петровны на средства купца Ивана Андреевича Пчелина, дом которого («Дом Пчелина») находился рядом с храмом. По архитектурным формам Вознесенская церковь — типичный памятник русского зодчества XVII—XVIII веков.
Интерес представляет название Вознесенской церкви. Она названа «Воздвижение». Недалеко от храма располагалась Воздвиженская слобода, поэтому прихожане церковь иногда называли «Воздвижение».
По своим архитектурным формам Вознесенская церковь — типичный памятник русского зодчества XVIII века. Она построена по типу «восьмерик на четверике», двухэтажная. Восьмерик завершается сферическим куполом, на котором возносится световой барабан с главой. С западной стороны к церкви примыкает трапезная. В начале XX века облик храма был иным, чем теперь. С севера и запада к трапезной в три окна примыкала двухъярусная открытая галерея-гульбище. С северо-запада к храму подходила 4-ярусная колокольня. На ней висело 7 колоколов весом до 142 пудов. На четвёртом ярусе находились городские часы с боем. Завершалась колокольня, как и церковь, сферическим куполом с барабаном и главой. Храм привлекал своей наружной декоративной отделкой, сохранившейся на основном кубе храма, карнизыами восьмерика и четверика, белокаменными резными наличниками окон, выполненными в виде кружева гирлянд и колонок с перехватом. Окна обрамлены поребриком и уходящими в толщу нишами. В декоративном убранстве храма применены элементы стиля барокко, получившие развитие в церковной архитектуре с 80-х годов XVII века. До нас не дошли имена зодчих этого храма. Можно лишь предположить, учитывая особенности церкви, что здесь трудились мастера восточноевропейской (Вятка — Пермь — Тюмень) архитектурной традиции русского церковного зодчества XVIII века.
Интерьер храма отличался богатством отделки, настенных росписей, церковной утвари. Иконостас главного храма состоял из 5 ярусов с деревянной резьбой. Из 17 икон выделялась икона Казанская в серебряно-позолоченной ризе, а в алтаре образ Иверской Божией Матери в ризе. Но главной святыней храма считалось небольшое резное на камне изображение с одной стороны Николая Чудотворца, а с другой — св. великомученика Георгия Победоносца. Этот образ величиной около 4,5 см в квадрате вкладывался в кованную «сребропозлащенную» ризу, на которой были изображены чудеса этих святых. По преданию эта икона была найдена в Яранском уезде Вятской губернии и принесена И. А. Пчелиным в новый храм сначала на время, а потом так и осталась навсегда. Этот небольшой образок был местночтимой иконой. Её носили вместе с иконой Вознесения Господня во время крестных ходов.
Звонница была богата колоколами, один из них был набатным, а ещё один — отбивал часы дня. Звонарём был житель деревни Вараксино по имени Ефимка.
В 1920-е годы храм продолжал действовать. К 1930 году он не вмещал всех желающих, так как другие церкви города уже были закрыты. В январе 1937 года президиум исполкома МАССР принял постановление о закрытии Вознесенской церкви. Поводом стало заявление о том, что якобы община верующих нарушает договор 1922 года об использовании здания. В марте 1938 года постановлением президиума горсовета здание храма передавалось для использования Радиокомитету; в 1939 году — под пивной склад; в ноябре 1940 года нижний этаж был передан товариществу «Мари художник», а с ноября 1940 года Йошкар-Олинский горисполком решил передать бывший храм под пивзавод. Перед Великой Отечественной войной Вознесенская церковь лишилась колокольни, каменной ограды с воротами, галереи, а к трапезной с запада пристроили двухэтажное здание цеха завода. Снесли барабан с главой. Погибли настенные росписи. В течение десятилетий церковь разрушалась.
В 1992 году здание было передано Церкви. Уже в 1995 году на Пасху состоялось в возрожденном храме первое богослужение, был освящён верхний храм собора, затем — нижний. Рядом с Вознесенским собором возведена колокольня.

### Собор Воскресения Христова

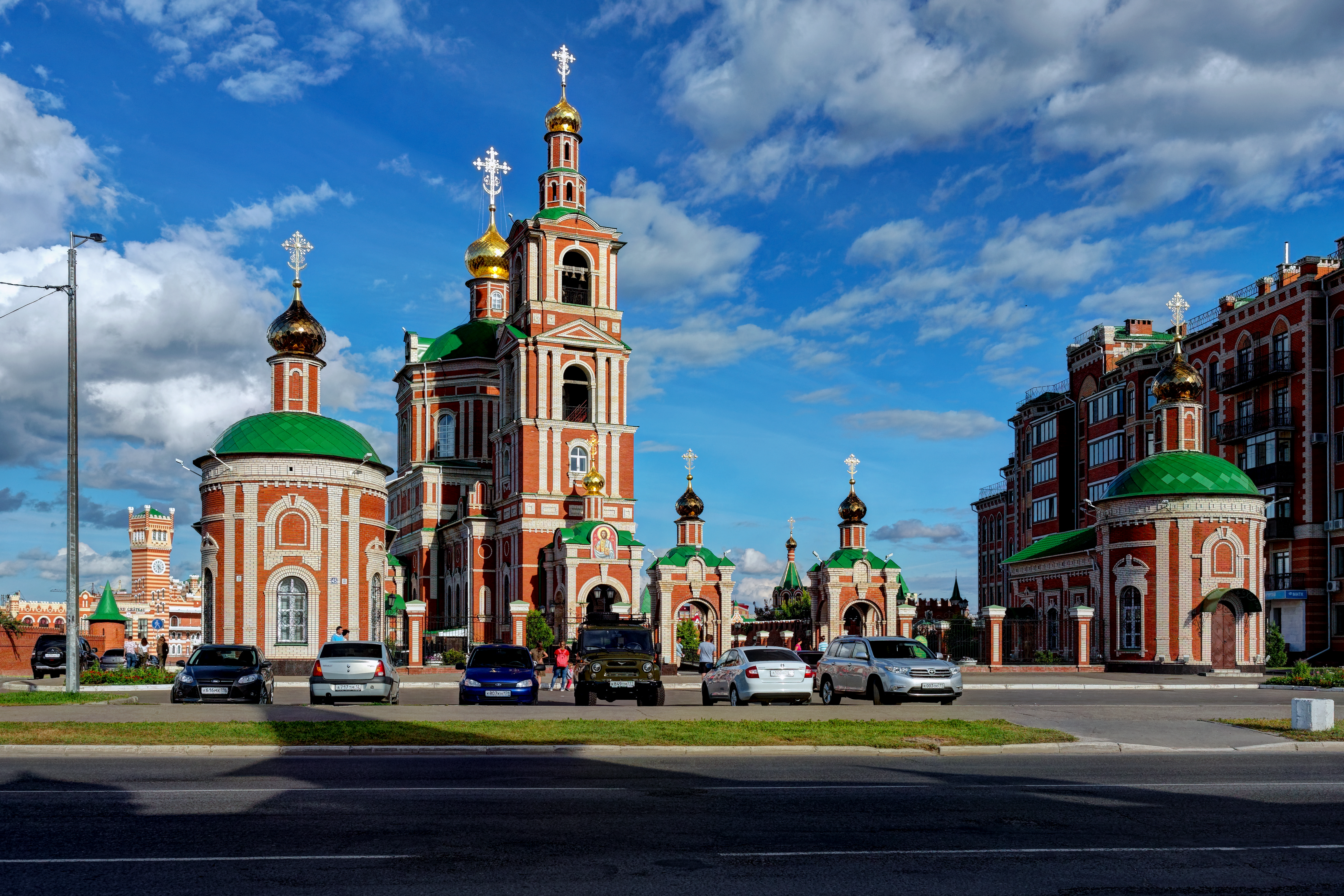
Собор Воскресения Христова.

Воскресенский собор в Царевококшайске был построен во времена императрицы Елизаветы Петровны в 1759 году и являлся главным храмом города и уезда. По своим архитектурным решениям собор — памятник архитектуры XVIII века. Он принадлежал к типу храмов «восьмерик на четверике». Основной объём храма представлял собой два восьмерика, поставленные на четверик (квадрат). Храм завершался сферическим куполом, на котором небольшой световой барабан был увенчан главкой «с перехватом». Последний элемент был очень характерен для русского зодчества XVIII века. К западу от основного объёма находилась трапезная. К ней с северной и южной сторон примыкали крытая галерея, приделы, служебные помещения. Оригинально было построено западное крыльцо храма в традициях строительных приемов XVII века: вход был трёхарочным, завершался четырёхскатным шатром с главкой на тонком барабане. В качестве украшений были использованы любимые в XVII веке «ширинки» — квадратные углубления в стене и элементы «поребрика» — кирпича, поставленного ребром. К юго-западному торцу собора примыкала четырёхъярусная колокольня. Четырёхгранная и массивная, она завершала храмовый комплекс, придавала ему строгую завершенность и величавость.
Престолов в храме было три: главный в честь Воскресения Христова; правый в честь св. мученика Феодора; левый в честь Покрова Пресвятой Богородицы. В главном храме был четырёхъярусный иконостас, в приделах — двухъярусные. Собор имел в достатке церковную утварь, богатую библиотеку.
В главном иконостасе было 35 икон, часть из них в позолоченных ризах. В соборе находилась особо почитаемая икона Спасителя — старинная икона в окладе, принесенная стрельцами из Москвы. Ежегодно 1 августа её носили по дворам царевококшайцев, по улицам города, служили молебен на реке Малая Кокшага. Икона не сохранилась. Имелся напрестольный серебряный крест 1786 года с вкладной надписью и напрестольное Евангелие, напечатанное в Москве в 1681 году в вызолоченном металлическом окладе.
На колокольне было 6 колоколов, самый большой весом в 200 пудов (3200 кг). В соборе имелся хор. Регентом хора сначала был Андрей Михайлович Булычев, затем Николай Николаевич Шалаев.
К собору была приписана кладбищенская Тихвинская церковь и 8 часовен, из которых 2 — в городе (каменная близ собора, построенная городским обществом в 1870 году, и деревянная в Воздвиженской слободке) и 6 — в деревнях: Мышино, Березово, Медведево, Гомзово, Аленкино, Чихайдарово.
В начале XX века в приходе собора было 508 дворов, имелись школы: Медведевское министерское 2-классное училище, открытое в 1910 году, Березовское начальное, открытое в 1906 году. В июле 1922 года община верующих Воскресенского собора заключила договор с Краснококшайским кантисполкомом о бессрочном и бесплатном использовании здания. Но в этом же году из храма было изъято церковных ценностей (серебро) весом 2 пуда (всего 39 предметов): кресты, потиры, дискосы, лампады, ризы, кадило и другие. В 1928 году собор был закрыт под предлогом нарушения общиной условий договора. Городские власти планировали приспособить здание под культурно-просветительское учреждение. Иконостасы и церковную утварь передали в другие храмы, ряд ценных икон и предметов культа поступили в музей. С 1931 года по 1941 год храм использовали под кинотеатр «Октябрь», разрушив восьмерик, купол и 3 яруса колокольни. С 1944 года храм снова возвращен Церкви. С трудом собирали утварь и иконы. Почти два десятилетия собор действовал, но в 1961 году был вообще снесен. Так исчез один из красивейших храмов не только Царевококшайска — Йошкар-Олы, но и всего Марийского края.
В 2007 году было принято решение о строительстве на месте прежнего нового храма. Новый храм сохранил название Воскресенский собор. Престолов стало меньше. Главный верхний — в честь Воскресения Христова, а нижний — Покрова Пресвятой Богородицы. Большие изменения претерпела и архитектура древнего храма. 27 марта 2010 года архиепископ Йошкар-Олинский и Марийский Иоанн освятил вновь возведенный Воскресенский собор. В 2013 году началась установка новых иконостасов. В верхнем храме иконостас четырёхъярусный, сделан из фаянса. В нижнем храме иконостас деревянный, одноярусный. В 2014 году в Воскресенском соборе был освящен нижний придел Покрова Пресвятой Богородицы. Воскресенский собор имеет несколько приписных часовен.

### Церковь Тихвинской Иконы Божьей Матери

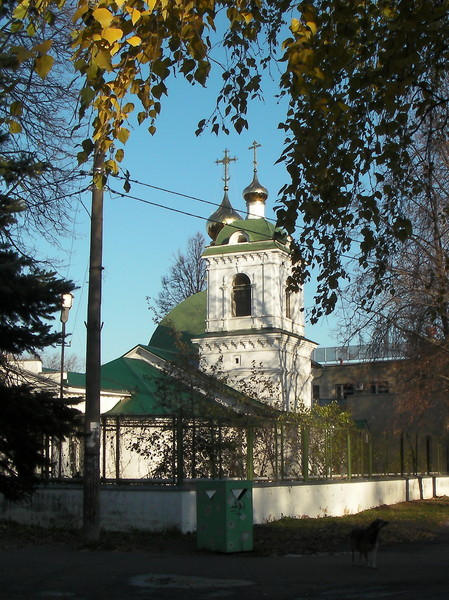
Церковь Тихвинской Иконы Божьей Матери.

Ещё одна старинная каменная церковь города, сохранившаяся до наших дней — церковь Тихвинской иконы Божией Матери. Она была построена в 1774 году на средства купца Вишнякова при городском кладбище. Постоянной службы в ней не было, а проводилось отпевание. Возле церкви были захоронения служителей церкви и знатных людей города, а в левом дальнем углу кладбища были могилы австрийских солдат и офицеров, плененных в Первую империалистическую войну 1914 года.
В октябре 1926 года горисполком принял решение о запрете похорон на кладбище и закрытии церкви. Решением городских властей в августе 1927 года часть церковного имущества храма была передана общине верующих села Масканур. Могилы сравняли с землей. Храм пришёл в запустение, лишился своей главы и колокольни.
В начале 90-х годов XX века церковь была реконструирована, и в ней проходят богослужения. Проведенная реконструкция возродила храм в ином виде. Реставрация позволила бы сохранить первозданный облик церкви. Скромная по размерам и декоративному убранству церковь имеет главный храм — двухсветный четверик, широкую трапезную и колокольню юго-западного торца. Храм двухпрестольный: главный престол во имя Тихвинской иконы Божией Матери и придел во имя св. великомученика Георгия Победоносца. Восстановлен интерьер храма. При церкви работает воскресная школа.

### Царевококшайский Богородице-Сергиевский монастырь
Основание монастыря было положено в 1886 году Казанским архиепископом Палладием. Всё началось с богадельни при Входоиерусалимском храме, построенном ещё в 1754 году на средства царевококшайского купца Алексея Карелина. В 1887 году было решено преобразовать богадельню в женский монастырь. Архиепископ Палладий обратился с ходатайством в Синод. Указом Синода от 28 сентября 1888 года богадельня была преобразована в женский черемисский монастырь с передачей в его владения Входоиерусалимской церкви.
Вскоре эта церковь стала главным сооружением обители, занимавшей целый квартал между современными улицами Вознесенской и Советской, Пушкина и Чернышевского. Монастырские постройки: кельи, хозяйственные корпуса — были деревянными. Несколько зданий сохранилось и сегодня, но они «реконструированы» так, что ничто уже не напоминает о былых монастырских постройках. С трёх сторон монастырь был окружён каменной стеной, а со стороны современной улицы Пушкина — деревянной. Главный вход — Святые врата — располагались с северной стороны. Они были решены оригинально: трёхарочный проём завершался килевидной закомарой с маленьким барабаном, главкой с перехватом и крестом. Монастырская стена в верхней части была декорирована поребриком и висячими гирьками. В центре возвышался главный храм монастыря — Входо-Иерусалимская церковь. Храм являлся памятником зодчества XVIII века, был выстроен в традициях «восьмерик на четверике» и по своей архитектуре был очень близок к современному Вознесенскому собору Йошкар-Олы. Не исключено, что оба храма строила одна артель зодчих, ибо много общего и в декоративном убранстве наличников, карнизов основного куба храма, и строились они почти одновременно в 1754 и 1756 годах.
Входоиерусалимская церковь завершалась двухступенчатым барабаном и небольшой главкой, имела обширную трапезную с юга и севера, с запада завершавшуюся восьмигранной двухъярусной колокольней. Её декор повторял декоративное убранство основного храма. Имевшая два яруса звона, колокольня получила оригинальное завершение: восьмигранный барабан завершался шатром, плавно переходящим в круглый барабан с главкой. Этот приём являлся своеобразным синтезом русских архитектурных традиций XVII и XVIII веков.
Интерьер Входоиерусалимской церкви был богат своими реликвиями, церковной утварью. В пятиярусном деревянном иконостасе имелись храмовые иконы Входа Господня в Иерусалим, Явление Богоматери преподобному Сергию Радонежскому в золоченых окладах. Церковь была расписана.
Второй монастырской церковью являлась домовая церковь во имя преподобного Сергия Радонежского Чудотворца, устроенная в восточной части двухэтажного деревянного здания богадельни в 1886 году. На фасаде и крыше здания она была отмечена барабаном и главой.
В 90-е годы XIX века в монастыре были построены деревянные двухэтажные корпуса для келий, просфорной и живописной мастерской (они сохранились до настоящего времени), четыре деревянных одноэтажных дома, где размещались келии, трапезная, кухня, читальня, больница. За стенами монастыря с востока в специальном доме разместилась монастырская школа. Это здание также сохранилось. В школе, по данным на 1904 год, обучалось 49 девочек.
Богородице-Сергиевский женский монастырь был определён как нештатный общежительный монастырь. При основании игуменьей монастыря стала монахиня Чистопольского монастыря Маргарита, с 1900 года настоятельницей состояла игуменья Магдалина, а в последние годы жизни монастыря — игуменья Серафима. По данным на 1904 год, в монастыре находилось 9 монахинь, 35 послушниц, 113 белиц. Монастырь имел своё хозяйство, земельную собственность. В Семёновском уезде Нижегородской губернии 700 десятин земли поступили в распоряжение обители по завещанию отставного рядового Ивана Алыбина. Луга в количестве 11 десятин с домом и усадьбой в трёх верстах от Царевококшайска за рекой Ошлой получили по завещанию от вдовы губернского секретаря Марии Ульяновой. Имелись также луга (77 десятин) в 50 верстах от города на реке Кокшаге. Казна представила обители лесной участок в 161 десятину в 12 верстах от города.
Монастырское хозяйство процветало. На территории монастыря имелся сад, цветник. По некоторым сведениям, в монастыре в начале XX века возникла первая в городе фотомастерская, и для паломников печатались фотооткрытки с видами монастыря.
Революция 1917—1918 годов трагически отразилась на судьбе обители. Уже зимой 1918 года игуменья Серафима и сёстры оказались в тяжелом положении. Просьбы игуменьи, обратившейся в советские инстанции сохранить за монастырем источники существования, а в то время в стенах обители находилось 150 человек, игнорировались. Вскоре монастырь был закрыт, имущество и земли конфискованы, монахини выселены из келий, здания монастыря отданы под квартиры и учреждения. В усадьбе за Ошлой доживали свой век изгнанные монахини. Судьба игуменьи Серафимы была трагичной: чтобы спасти монастырскую казну, она выехала в Казань, но по дороге её настигли и убили.
Последний удар по монастырю был нанесен в начале 1930-годов, когда взорвали Входоиерусалимскую церковь. Взрыв храма запечатлел фотограф-любитель Александр Степанович Решеткин.
Затем на территории монастыря находились здание Государственного архива Республики Марий Эл и жилые дома.
По улице Вознесенской на месте Царевококшайского Богородице-Сергиева монастыря началось восстановление Входо-Иерусалимского храма.

### Собор Благовещения Пресвятой Богородицы

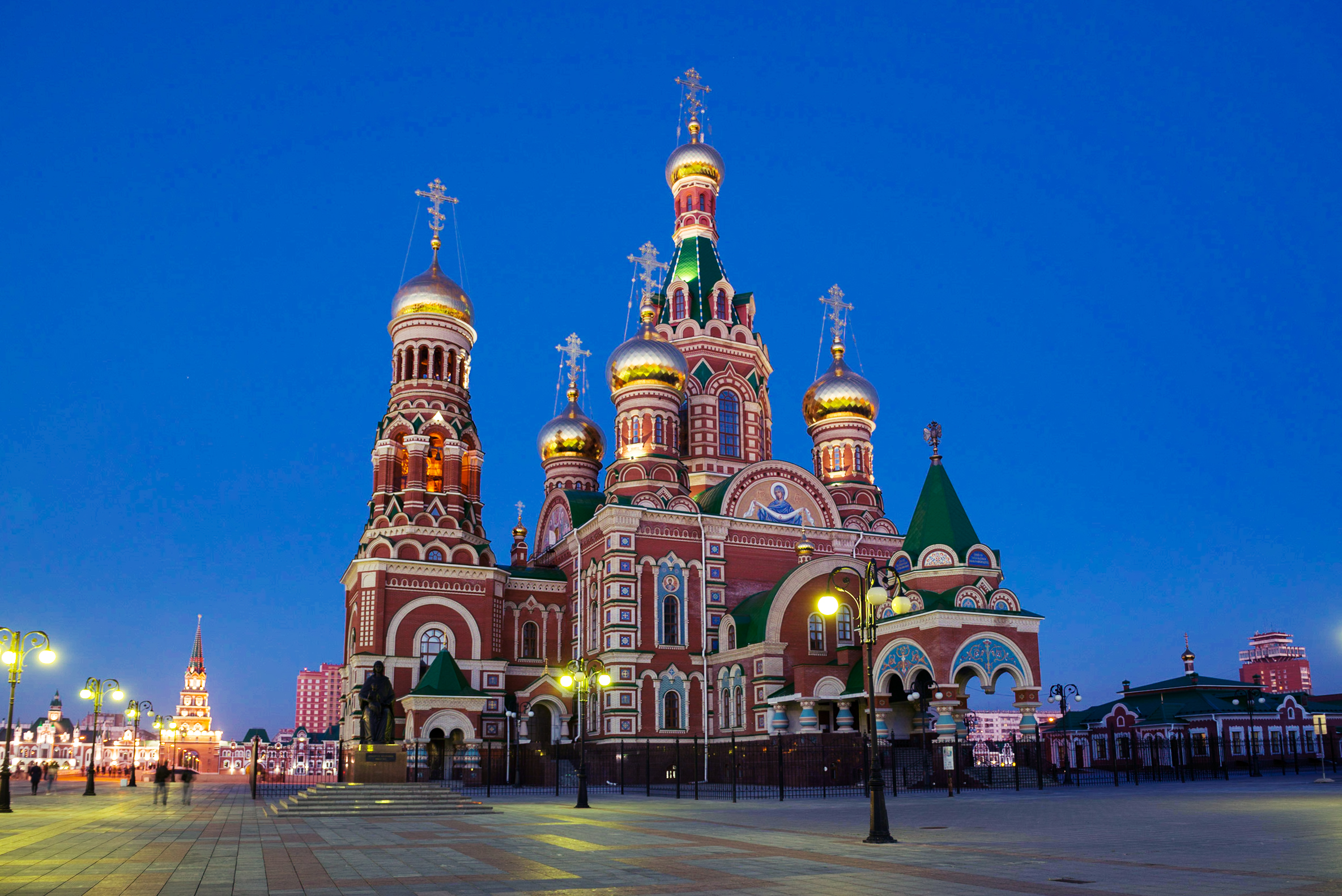
Собор Благовещения Пресвятой Богородицы.

Особый интерес вызывает архитектурный комплекс площади Пресвятой Девы Марии, строительство которого закончено на берегу Малой Кокшаги. Здесь возведён храм Благовещения Пресвятой Богородицы, за основу проекта которого взят знаменитый Спас на Крови, находящийся в Санкт-Петербурге. Рядом установлена статуя Пречистой Девы (выполненная строго в традициях русской иконографии) высотой в три человеческих роста. Площадь, окружённая с трёх сторон зданиями в итальянском стиле и выходящая к реке, должна, по замыслу создателей, стать местом спокойного, гармоничного отдыха.
Храм Благовещения Пресвятой Богородицы 12 июня 2016 года был освящён святейшим Патриархом Кириллом. Согласно указу Патриарха Кирилла, храм Благовещения Пресвятой Богородицы стал кафедральным собором Йошкар-Олинской епархии.

### Храм Успения Пресвятой Богородицы

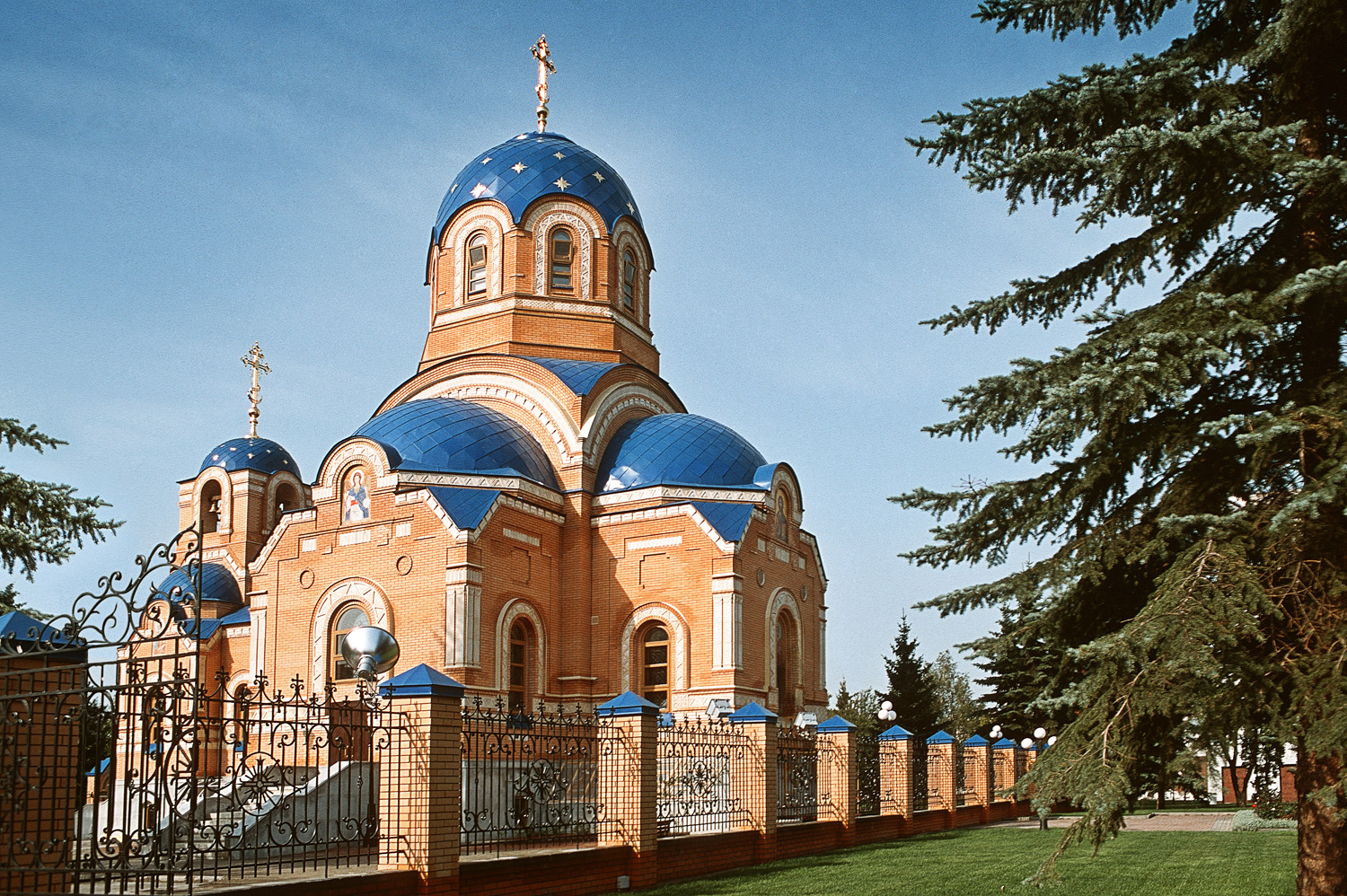
Храм Успения Пресвятой Богородицы.

28 августа 2006 года, в день празднования Успения Богородицы, на территории Дома правительства Республики Марий Эл состоялось освящение нового храма. Идею строительства на территории Дома правительства православного храма высказал президент республики Леонид Игоревич Маркелов. Её поддержал и архиепископ Йошкар-Олинский и Марийский Иоанн, благословивший создание новой церкви.
Возведением храма было решено ознаменовать 60-летие Победы в Великой Отечественной войне. И название в честь Успения Пресвятой Богородицы храм получил не случайно. Главный собор России — Успенский храм в Москве. На протяжении нескольких столетий он был местом важнейших государственных церемоний — в нём венчали на царство московских царей, бракосочетали царей, погребали глав Русской Православной Церкви (митрополитов, затем патриархов).
Проектирование нового храма было выполнено проектировщиками из «Марийскгражданпроекта», строительство поручено ОАО «Маригражданстрой». 9 ноября 2005 года состоялось освящение основания строящегося храма. После торжественного молебна, который совершил архиепископ Йошкар-Олинский и Марийский Иоанн, в кирпичную кладку будущего храма была помещена капсула с закладной грамотой. В ней содержится информация о возводящемся храме: в каком году от Рождества Христова заложен храм, кто принимал участие в его строительстве, подписи президента республики, архиепископа Иоанна и руководителя организации, возводящей храм, Геннадия Александрова.
В начале апреля 2006 года состоялось освящение 9 колоколов весом от 9 килограмм и больше. Достопримечательностью Успенской церкви стали и мозаичные иконы, выполненные на стенах храма выпускниками московского Свято-Тихоновского Православного Богословского университета.
Освящение храма, как и планировалось, состоялось 28 августа 2006 года в день Успения Пресвятой Богородицы. Чин освящения храма вместе с владыкой Иоанном совершал специально прибывший на праздник епископ Саратовский и Вольский Лонгин.
После Божественной литургии архиепископ Йошкар-Олинский и Марийский Иоанн поздравил присутствующих с освящением нового храма в честь Успения Пресвятой Богородицы, выразил надежду, что она примет под свой благодатный омофор православных марийской столицы, и церковь эта будет под особым покровительством Божией Матери.

### Другие значимые храмы

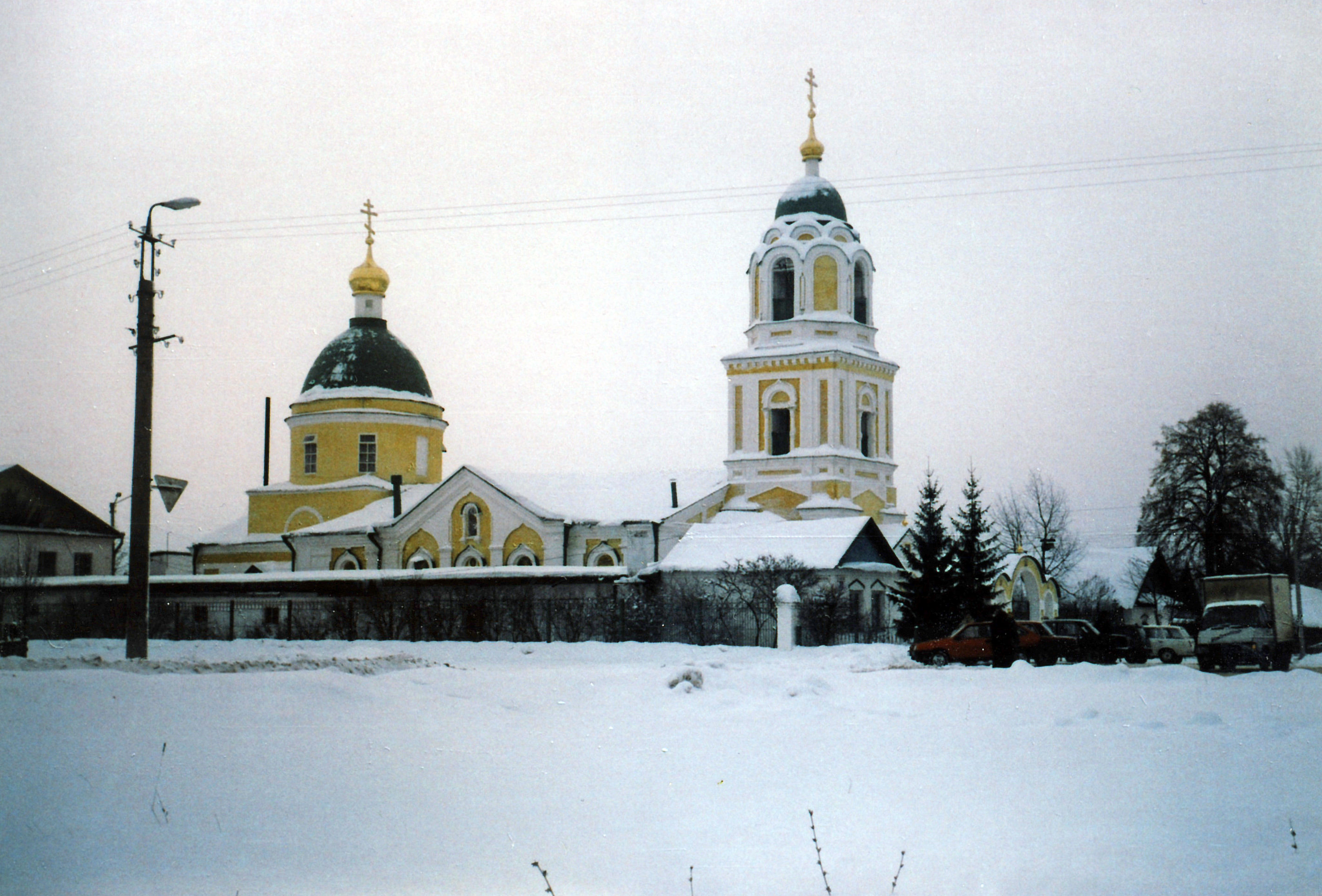
Церковь Рождества Христова в Семёновке.

- Церковь Всех Святых на Туруновском кладбище[16]
- Храм иконы Божией Матери «Троеручица» (домовой, при Епархиальном управлении в доме купца Пчелина)[17]
- Храм святой мученицы Татианы (домовой, при ПГТУ)[18]
- Храм во имя преподобного Серафима Саровского в Дубках[19]
- Церковь Рождества Христова в селе Семёновка[20]
- На месте Царевококшайского Богородице-Сергиева монастыря началось восстановление Входо-Иерусалимского храма[12].